# Oberschwaningen
Oberschwaningen ist ein Gemeindeteil der Gemeinde Unterschwaningen im Landkreis Ansbach (Mittelfranken, Bayern). Die Gemarkung Oberschwaningen hat eine Fläche von 3,699 km². Sie ist in 337 Flurstücke aufgeteilt, die eine durchschnittliche Fläche von 10.977,23 m² haben.

## Geografie
Das Kirchdorf liegt am Rande des Fränkischen Seenlands in einer flachhügeligen Ebene bestehend Ackerland und Grünland mit vereinzeltem Baumbestand. Im Südwesten wird die Flur Distelfeld genannt, im Süden Wäsigt, im Westen Wurmberg und im Osten Hungerberg. Durch den Ort fließt der Grundbach, der mit einigen weiteren Bächen zu einem linken Zufluss der Wörnitz zusammenfließt. Oberschwaningen wird im Süden von der Staatsstraße 2218 passiert, die nach Unterschwaningen (1,2 km südwestlich) bzw. nach Cronheim (2,7 km nordöstlich) führt. Die Kreisstraße AN 47 verläuft nach Kleinlellenfeld (2 km nördlich), eine Gemeindeverbindungsstraße führt nach Dennenlohe zur Staatsstraße 2221 (1,5 km westlich).

## Geschichte
Wie der Nachbarort Unterschwaningen, wurde wohl auch Oberschwaningen im 5./6. Jahrhundert gegründet. Spätkarolingische Siedlungsfunde von 850 n. Chr. deuten auf das hohe Alter des Ortes hin. 
1593 wurde durch Markgraf Georg Friedrich den Älteren der evangelische Glaube eingeführt.
Oberschwaningen lag im Fraischbezirk der Herrschaft Dennenlohe. Die Dorf- und Gemeindeherrschaft übte die Herrschaft Dennenlohe gemeinsam mit dem eichstättischen Vogtamt Cronheim aus. Gegen Ende des 18. Jahrhunderts gab es 36 Anwesen und eine Kirche, ein Gemeindeschulhaus und ein Gemeindehirtenhaus. Grundherren waren die Herrschaft Dennenlohe (24 Anwesen: 1 Hof, 3 Halbhöfe, 1 Gut, 11 Söldengüter, 2 Söldengütlein, 1 Söldenhaus, 3 Häuser, 1 Haus mit Schmiedrecht, 1 Haus mit Schank-, Branntweinbrenn- und Backrecht), das Vogtamt Cronheim (7 Anwesen: 4 Söldengüter, 2 Söldenhäuser, 1 Haus mit Back- und Tavernrecht), das oettingen-spielbergische Amt Sammenheim (1 Haus), die Kirche Oberschwaningen (2 Güter), die Pfarrei Arberg (1 Hof) und die Pfarrei Großlellenfeld (1 Hof). Von 1797 bis 1808 unterstand der Ort dem Justiz- und Kammeramt Wassertrüdingen.
1806 kam Oberschwaningen an das Königreich Bayern. Infolge des Gemeindeedikts wurde es 1809 dem Steuerdistrikt und der Ruralgemeinde Unterschwaningen zugeordnet. Mit dem Zweiten Gemeindeedikt (1818) entstand die Ruralgemeinde Oberschwaningen. Sie war in Verwaltung und Gerichtsbarkeit dem Landgericht Wassertrüdingen zugeordnet und in der Finanzverwaltung dem Rentamt Wassertrüdingen (1919 in Finanzamt Wassertrüdingen umbenannt, 1932–1973 Finanzamt Gunzenhausen, seit 1973 Finanzamt Ansbach). Die Verwaltung übernahm 1862 das neu geschaffene Bezirksamt Dinkelsbühl (1939 in Landkreis Dinkelsbühl umbenannt). Die Gerichtsbarkeit blieb beim Landgericht Wassertrüdingen (1879 in Amtsgericht Wassertrüdingen umbenannt), von 1956 bis 1970 war das Amtsgericht Gunzenhausen zuständig, von 1970 bis 1973 das Amtsgericht Dinkelsbühl, das seit 1973 eine Zweigstelle des Amtsgerichtes Ansbach ist. Die Gemeinde hatte 1964 eine Gebietsfläche von 3,811 km². Mit der Auflösung des Landkreises Dinkelsbühl im Jahr 1972 kam Oberschwaningen an den Landkreis Ansbach. Am 1. Mai 1978 wurde Oberschwaningen im Zuge der Gebietsreform in Bayern in die Gemeinde Unterschwaningen eingegliedert.

### Baudenkmäler
- Evangelisch-lutherische Filialkirche Sankt Cyriakus mit Torhaus und Friedhof[16]
- Haus Nr. 13: Im Mauerwerk der zugehörigen Scheuer straßenseitig eingesetzt ein Sandsteinblock mit Vierpass-Blendmaßwerk, darin (auf dem Kopf gestellt) v. Eybsches Wappen, vermutlich noch 15. Jahrhundert.[17]
- Haus Nr. 17: Ehemals Brauerei, umgebaut. Hofseitig am Türsturz Brauerzeichen (Schöpfgefäß und Malzschaufel) und Inschrift „18 IM HM 13“.[17]

### Bodendenkmäler
In der Gemarkung Oberschwaningen gibt es sechs Bodendenkmäler.

### Einwohnerentwicklung
| Jahr      | 1818   | 1840   | 1852   | 1855   | 1861   | 1867   | 1871   | 1875   | 1880   | 1885   | 1890   | 1895   | 1900   | 1905   | 1910   | 1919   | 1925   | 1933   | 1939   | 1946   | 1950   | 1952   | 1961   | 1970   | 1987   | 2006   | 2016   |
| Einwohner | 240    | 211    | 222    | 227    | 229    | 216    | 211    | 189    | 216    | 217    | 218    | 199    | 193    | 208    | 210    | 219    | 204    | 195    | 189    | 322    | 280    | 250    | 176    | 155    | 180    | *146   | *150   |
| Häuser    | 39     | 39     |        |        |        |        | 42     |        |        | 42     | 43     |        | 43     |        |        |        | 45     |        |        |        | 45     |        | 45     |        | 45     |        |        |
| Quelle    | [ 19 ] | [ 20 ] | [ 21 ] | [ 21 ] | [ 22 ] | [ 23 ] | [ 24 ] | [ 25 ] | [ 26 ] | [ 27 ] | [ 28 ] | [ 21 ] | [ 29 ] | [ 21 ] | [ 30 ] | [ 21 ] | [ 31 ] | [ 21 ] | [ 21 ] | [ 21 ] | [ 32 ] | [ 21 ] | [ 13 ] | [ 33 ] | [ 34 ] | [ 35 ] | [ 35 ] |

## Religion
Der Ort ist seit der Reformation evangelisch-lutherisch geprägt und bis heute in die Dreifaltigkeitskirche (Unterschwaningen) gepfarrt. Die Einwohner römisch-katholischer Konfession waren ursprünglich nach Beatae Mariae Virginis (Großlellenfeld) gepfarrt, heute ist die Pfarrei Heilig Geist (Wassertrüdingen) zuständig.